# Kerry Weiland
Kerry Pauline Weiland (Anchorage, 18 ottobre 1980) è una hockeista su ghiaccio statunitense.

## Palmarès

### Olimpiadi
- Argento a Vancouver 2010.

### Mondiali
- Oro a Cina 2008.
- Oro a Finlandia 2009.
- Argento a Canada 2007.

### Coppa delle 4 Nazioni
- Argento a Canada 2004.
- Argento a Svezia 2007.